# John Cooney
Pour les articles homonymes, voir Cooney.

a Compétitions nationales et continentales officielles uniquement.

b Matchs officiels uniquement.
Dernière mise à jour le 21 juillet 2025.
John Cooney, né le 1er mai 1990 à Dublin (Irlande), est un joueur international irlandais de rugby à XV. Il joue au poste de demi de mêlée à l'Ulster en United Rugby Championship depuis 2017.

## Biographie

### Jeunesse et formation
Né à Dublin, John Cooney grandit dans la banlieue de Terenure et fait ses études au Gonzaga College et à l'University College Dublin. Son père, John Cooney senior, né à Blantyre dans le South Lanarkshire, en Écosse, était un journaliste ayant travaillé pour le Glasgow Herald avant de devenir correspondant européen, puis correspondant pour les affaires religieuses, pour le Irish Times et l'Irish Independent.

### Carrière en province

#### Leinster (2011-2014)
John Cooney fait ses débuts professionnels avec le Leinster le 2 septembre 2011, lorsqu'il est titularisé face aux Ospreys à l'occasion du premier match de la saison 2011-2012 de Pro12. Il profite de l'absence de nombreux joueurs du Leinster partis à la Coupe du monde pour gagner du temps de jeu et est sollicité régulièrement. Durant cette période, il marque le premier essai de sa carrière dans une large victoire 43 à 8 contre le Benetton Trévise. Durant la suite de la saison, son équipe atteint dans un premier temps la finale de la Coupe d'Europe, où elle affronte l'Ulster. Cooney est appelé de dernière minute pour remplacer Isaac Boss, forfait, puis entre en cours de partie à six minutes de la fin de la rencontre, faisant ainsi ses premiers pas européens. Les Irlandais l'emportent 42 à 14 et Cooney remporte donc le premier trophée de sa carrière,. Ensuite, le Leinster se qualifie en finale du championnat. Profitant toujours de l'absence de Boss, il est sur la feuille de match de cette finale perdue contre les Ospreys sur le score de 30-31.
Durant la saison 2012-2013, il joue treize matchs de championnat et trois de Challenge européen, dont la finale gagnée 34-13 face au Stade français,.
En 2013-2014, il joue moins que la saison précédente, notamment à cause de la forte concurrence à son poste où jouent Eoin Reddan et Isaac Boss. Il ne joue ainsi que cinq matchs durant l'intégralité de la saison, précipitant son départ la saison suivante. Il ne participe donc pas à la finale du Pro12 remportée par les siens 34 à 12 contre les Glasgow Warriors.

#### Connacht (2014-2017)
Avant la reprise de la saison 2014-2015, John Cooney est prêté au Connacht, tout comme son coéquipier Quinn Roux. Alors que ce dernier retourne au Leinster à la mi-saison, Cooney reste quant à lui jusqu'à la fin de la saison.
Il est ensuite définitivement conservé par le Connacht la saison suivante en 2015-2016, avec qui il signe un contrat d'un an. Cette saison, il joue douze matchs toutes compétitions confondues dont quatre titularisations et marque un essai. Son peu de temps de jeu s'explique par une blessure à l'épaule l'éloignant des terrains pendant presque six mois,. À son retour, son équipe se qualifie pour la première fois de son histoire en finale du Pro12, où elle affronte le Leinster. Il entre en jeu à la place de Kieran Marmion lors de ce match mais se blesse à l'épaule cinq minutes après son entrée. Le Connacht est tout de même sacré champion, en s'imposant sur le score de 20 à 10 dans le stade de Murrayfield d'Édimbourg. La province remporte alors le tout premier trophée majeur de son histoire,. À la fin de cette saison historique, il prolonge son contrat avec le Connacht, alors que celui-ci prenait fin.

#### Ulster (2017-2025)
Après que la Fédération irlandaise de rugby à XV a empêché l'Ulster de prolonger le contrat du Springbok Ruan Pienaar, la province se retrouve sans demi de mêlée pour la saison 2017-2018. John Cooney est alors recruté par la province nord irlandaise pour remplacer le Sud-Africain. Il y signe un contrat de deux ans. Pour sa première saison avec sa nouvelle équipe, il joue 25 matchs dont 22 en tant que titulaire, marque 5 essais, 37 transformations et 42 pénalités, soit 225 points toutes compétitions confondues. Il termine ainsi la saison comme étant le meilleur réalisateur du Pro14 avec 175 points marqués. Il est également nommé dans l'équipe type de la saison de Pro14 et élu Joueur de l'année lors des Ulster Rugby Awards de l'année 2018.
Lors de sa deuxième saison avec l'Ulster, en 2018-2019 il a fait 20 apparitions, dont 18 titularisations, et marque 142 points, dont trois essais. Il a également été désigné deux fois Homme du match au cours de la saison. Il fait aussi partie de l'équipe type de la saison de Pro14. 
En 2019-2020, l'Ulster est quart de finaliste de la Coupe d'Europe, éliminé par le Stade toulousain. Toutefois, la province atteint la finale du Pro14. Durant ce match, face au Leinster, John Cooney n'est pas titulaire et entre en jeu en seconde période à la place d'Alby Mathewson. Cependant, son équipe est battue sur le score de 27 à 5,. Cooney marque dix essais en vingt matchs, il est élu, pour la seconde fois en trois ans, Joueur de l'année lors des Ulster Rugby Awards et est nommé pour la troisième saison consécutive dans l'équipe type du championnat. Il fait également partie de la liste des quinze joueurs nommés pour le titre du joueur EPCR de l'année 2020,.
La saison suivante, en 2020-2021, il termine pour la seconde fois de sa carrière meilleur réalisateur du championnat, avec 115 points marqués. Pour la quatrième fois, il fait partie de l'équipe type du championnat.
En fin de saison 2021-2022, au mois de juin lors du quart de finale du championnat face au Munster, il fait sa centième apparition avec l'Ulster.

#### CA Brive (depuis 2025)
En 2025, après huit saisons avec l'Ulster, il rejoint le club français du CA Brive en Pro D2, pour un contrat de deux saisons,.

### Carrière internationale
John Cooney joue d'abord pour l'équipe d'Irlande des moins de 18 ans, puis avec les moins de 20 ans, avec qui il remporte notamment le Tournoi des Six Nations des moins de 20 ans en 2010.
En juin 2013, il est sélectionné avec l'équipe Emerging Ireland (en) pour participer à la Tbilissi Cup, durant laquelle il joue trois matchs. Il participe à cette même compétition deux ans plus tard en 2015, toujours avec cette équipe. Il joue deux rencontres et marque un essai.
Il est sélectionné pour la première fois avec le XV du Trèfle pour participer à la tournée d'été en 2017. Il connaît sa première cape à cette occasion, le 24 juin 2017 lors d'un match amical contre le Japon, lorsqu'il remplace Kieran Marmion en cours de jeu.
Après quelques sélections lors de rencontres amicales, il est appelé pour le Tournoi des Six Nations 2019, durant lequel il joue quatre matchs et marque un essai. Il est de nouveau sélectionné pour le Tournoi des Six Nations 2020. Il ne joue que trois rencontres et n'est plus convoqué en sélection par la suite.

## Palmarès

### En province
- Leinster
  - Finaliste du Pro12 en 2012
  - Vainqueur de la Coupe d'Europe en 2012
  - Vainqueur du Challenge européen en 2013
  - Vainqueur du Pro12 en 2013 et 2014

- Connacht
  - Vainqueur du Pro12 en 2016

- Ulster
  - Finaliste du Pro14 en 2020

### En sélection nationale
- Irlande -20
  - Vainqueur du Tournoi des Six Nations des moins de 20 ans en 2010

### Distinctions personnelles
- Meilleur réalisateur du Pro14 en 2018 (175 points) et 2021 (115 points)
- Membre de l'équipe type du Pro14 en 2018, 2019, 2020, 2021 et 2024.